# Миллекампс, Марк
Марк Миллекампс (нидерл. Marc Millecamps, родился 9 октября 1950 в Варегеме) — бельгийский футболист, игравший на позиции защитника. Старший брат Люка Миллекампса.

## Карьера

### Клубная
Всю карьеру провёл, играя только за «Варегем» из родного города. Выиграл в 1975 году Кубок Бельгии, в 1982 году завоевал Суперкубок Бельгии.

### В сборной
В сборной провёл 35 игр. Серебряный призёр чемпионата Европы 1980 года.

### Тренерская карьера
С 1991 по 1992 годы тренировал команду Второй лиги «Харелбеке», которая позднее выступала в Первой лиге и держалась там шесть сезонов.